# Luka Vrbančić
Luka Vrbančić, né le 4 juillet 2005 à Zagreb en Croatie, est un footballeur croate qui évolue au poste de milieu offensif au NK Osijek.

## Biographie

### En club
Né à Zagreb en Croatie, Luka Vrbančić commence le football au NK Ponikve (en) avant d'être formé par le Dinamo Zagreb.
Vrbančić joue son premier match en professionnel le 27 septembre 2023, lors d'une rencontre de coupe de Croatie face au club de ses débuts, le NK Ponikve (en). Il entre en jeu à la place de Gabriel Rukavina et se fait remarquer en marquant son premier but en professionnel, participant ainsi à la victoire de son équipe par quatre buts à un,.
Il joue son premier match en première division, le 20 mars 2024 contre le NK Slaven Belupo. Il entre en jeu à la place de Josip Mišić et son équipe s'impose par cinq buts à deux.
Il devient Champion de Croatie en 2024, le club étant sacré pour la 25e fois de son histoire,.

### En sélection
Luka Vrbančić représente l'équipe de Croatie des moins de 18 ans. Il joue cinq matchs avec cette sélection entre 2022 et 2023, et marque un but.

## Palmarès
Dinamo Zagreb
- Championnat de Croatie (1) :
  - Champion : 2023-2024.